# Maja von Vogel
Maja von Vogel (* 1973) ist eine deutsche Kinder- und Jugendbuchautorin und Übersetzerin.

## Leben und Leistungen
Maja von Vogel wuchs in Ahlhorn, Oldenburg und Lingen (Ems) als älteste von drei Schwestern auf. Nach dem Abitur am Gymnasium Georgianum in Lingen studierte sie Deutsch und Französisch in Münster, Paris und Göttingen und absolvierte anschließend den Aufbaustudiengang Buchwissenschaft an der Ludwig-Maximilians-Universität München. Von 1999 bis 2002 arbeitete sie als Lektorin in einem Münchner Kinderbuchverlag und machte sich schließlich als Autorin und Übersetzerin selbstständig. Heute lebt Maja von Vogel in Oldenburg.
Sie hat mehr als 60 Kinder- und Jugendbücher sowie Hörspiele veröffentlicht. Seit 2006 ist sie eine der Hauptautorinnen der Serie „Die drei !!!“, der weiblichen Konkurrenz der Reihe Die drei ???. 
 Zu ihren Übersetzungsarbeiten gehört beispielsweise Valérie Dayres Lilis Leben eben, das den Deutschen Jugendliteraturpreis 2006 gewann.

## Auszeichnungen
- 2006: Deutscher Jugendliteraturpreis für die Übersetzung von Valérie Dayres Lilis Leben eben
- 2012: Hansjörg-Martin-Preis für Nachtsplitter
- 2012: Katholischer Kinder- und Jugendbuchpreis für die Übersetzung von Anne-Laure Bondoux’ Die Zeit der Wunder
- 2012: Nominierung für den Deutschen Jugendliteraturpreis für die Übersetzung von Anne-Laure Bondoux’ Die Zeit der Wunder

## Werke (Auswahl)

### Vorlesebücher
- Kleine Strand-Geschichten zum Vorlesen, Ellermann Verlag, Hamburg 2005
- Kleine Abenteuer-Geschichten zum Vorlesen Ellermann Verlag, Hamburg 2005
- Kleine Pony-Geschichten zum Vorlesen Ellermann Verlag, Hamburg 2006

### Erstlesebücher
- Bildermaus – Das kleine Einhorn und der Nixenzauber Loewe Verlag, Bindlach 2014
- Bildermaus – Das kleine Einhorn im Land der Riesen Loewe Verlag, Bindlach 2013
- Bildermaus – Das kleine Einhorn in der Höhle des Drachen Loewe Verlag, Bindlach 2012
- Bildermaus – Das kleine Einhorn und das Zauberschloss Loewe Verlag, Bindlach 2011
- Bildermaus – Das kleine Einhorn und der verzauberte Garten Loewe Verlag, Bindlach 2009
- Bildermaus – Ein Fall für Frieda Osterhase Loewe Verlag, Bindlach 2014
- Bildermaus – Bildermaus-Geschichten von Prinzessin Pauline Loewe Verlag, Bindlach 2014
- Bildermaus – Geschichten aus der Schule Loewe Verlag, Bindlach 2012
- Bildermaus – Pass auf, kleiner Seehund Loewe Verlag, Bindlach 2012
- Lesetiger Mädchengeschichten Loewe Verlag, Bindlach 2012
- Lesetiger Champion – Die Flaschengeist-Prüfung Loewe Verlag, Bindlach 2011
- Lesetiger Champion – Mia, das Meermädchen: Seepferdchen in Gefahr! Loewe Verlag, Bindlach 2010
- Die kleine Elfe und das Vollmondfest Arena Verlag, Würzburg 2007
- Das Geheimnis der Zahnfee Arena Verlag, Würzburg 2007
- Zu zweit leichter lesen lernen – Nele und die Flaschenfee Carlsen, Hamburg 2010

### Kinderbücher
- Das magische Armband – Geheimnisvolle Freundin Carlsen Verlag, Hamburg 2010
- Zauber-Einhorn: Zauberhafte Überraschung arsEdition, München 2012
- Emma-Reihe 2005–2014
- Die drei !!! 2006–2016
- Die Zaubermädchen

### Jugendbücher
- Mein neues Leben und ich Carlsen Verlag, Hamburg 2010
- Nachtsplitter dtv junior, München 2011

### Übersetzungen
Aus dem Französischen
- Xavier-Laurent Petit: Die Oase: Eine Geschichte aus Algerien, Beltz und Gelberg, Landsberg 1998, ISBN 3-407-78789-8. (Originaltitel: L'Oisis).
- Valérie Dayre: Lilis Leben eben Carlsen Verlag, Hamburg 2005.
- Anne-Laure Bondoux: Die Zeit der Wunder, (Originaltitel: Le Temps des miracles) Carlsen Verlag, Hamburg 2011.

Aus dem Englischen
- Maeve Friel: Wenn Hexen hexen lernen dtv junior, München 2004.
- Pete Johnson: Wie man seine Eltern erzieht – Mein Katastrophen-Tagebuch arsEdition, München 2010.
- M. P. Kozlowsky: Juniper Berry arsEdition, München 2012.